# Pan Pacific Singapore
El Pan Pacific Singapur es un hotel localizado en Marina Centro, Singapur. Está operado por la Pan Pacific Hotels and Resorts. Con 38 pisos, es el más alto de los tres hoteles que forman parte del desarrollo de la plaza Marina, los otros dos son Marina Mandarin Singapur y el Oriental Singapur. El hotel tiene 790 habitaciones y suites, situadas alrededor de un atrio que alcanza 35 pisos del edificio, referido como el más alto en el sureste de Asia.[cita requerida]
El hotel fue renovado en 2005 y otra vez en 2012 y presenta un salón de estar en el atrio.

## Restaurantes y cantinas
Localizados dentro del Pan Pacific, hay un total de 8 restaurantes y bares. Listados a continuación están los nombres y ubicaciones de los mismos.
- Primer piso
  - Atrio: Una barra y sala de estar localizado en el centro del hotel. Tiene una barra de 22m y con sofás sobre una piscina en el vestíbulo.
  - Mercado Pacific: Una cafetería y tienda de alimentación pija. Tiene una oferta de pastelería y jamón y salchichas caseras. Son también minoristas en otros lugares de Singapur.
- Tercer piso
  - Edge - Teatro Alimentario: Un restaurante de bufete internacional que sirve cocina de la región y del arco del Pacífico.
  - Rang Mahal: Un restaurante indio que sirve comida de las diferentes regiones de India.
  - Hai Tien Lo: Un restaurante cantonés.
- Cuarto piso
  - Keyaki: Un restaurante japonés con un jardín estilo japonés y un estanque de peces  rodeando el restaurante.
  - Poolside: El restaurante al aire libre localizado mu cerca de la piscina y el balneario.

## Transformación en 2012
El hotel completó su transformación de 4 meses y tuvo una sencilla reapertura el 31 de agosto de 2012. El hotel ha estado en completo funcionamiento desde octubre de 2012.
Nivel 37 de este hotel fue rebautizado Nivel 38 y el restaurante Hai Tien Lo dejó su sitio en la parte superior del hotel y se trasladó al Nivel 3. El Pacific Club qué es el lounge club del hotel desde entonces reemplazó la ubicación anterior del restaurante.

## Distribución de los pisos
El hotel tiene 8 ascensores en total, 4 en el interior y 4 en el exterior. Los ascensores exteriores son capaces de acceder al Pacific Club Lounge para los huéspedes del nivel 38 y dar vistas de las calles de Singapur.
| Ascensor | Pisos servidos |
| -------- | -------------- |
| Interior | 1 - 22         |
| Exterior | 1 - 4, 22 - 38 |

| Piso(s) | Instalaciones                                                                                        | Accesibilidad                                                            |
| ------- | --- | ------------------------------------------------------------------------ |
| 1       | Recepción principal, Conserjería, El Atrio, Mercado Pacific, salones de baile "Pacific"              | Ascensor Interior/Exterior (Área Pública)                                |
| 2       | Salones de baile "Ocean"                                                                             | Ascensor Interior/Exterior (Área Pública)                                |
| 3       | Edge - Teatro Alimentario, cocina india Rang Mahal, Hai Tien Lo                                      | Ascensor Interior/Exterior (Área Pública)                                |
| 4       | Piscina, gimnasio, balneario "St. Gregory", pistas de tenis exteriores, restaurante japonés "Keyaki" | Ascensor Interior/Exterior (Área Pública)                                |
| 5 - 21  | Habitaciones de lujo                                                                                 | Ascensor de interior                                                     |
| 22      | Pacific Centro (centro empresarial)                                                                  | Ascensor de interior (tarjeta de habitación requerida)/Ascensor Exterior |
| 23 - 35 | Estudio Harbour/Habitaciones panorámicas/Suite Presidencial/Ciudad Suite/Skyline Suite               | Ascensor exterior                                                        |
| 38      | Salón Pacific Club                                                                                   | Ascensor exterior                                                        |

|                        |
| Atrio del Pan Pacific. |

|                            |
| Ascensores del Pan Pacific |